# Photoptosis
Photoptosis. Prélude für großes Orchester ist ein Orchesterwerk von Bernd Alois Zimmermann. Es entstand im Jahre 1968 und wurde am 19. Februar 1969 im Musiktheater im Revier vom Städtischen Orchester Gelsenkirchen unter der Leitung von Ljubomir Romansky uraufgeführt. Das Stück kann in seinen Abschnitten als Klangflächenkomposition sowie als Collage aufgefasst werden.

## Hintergrund

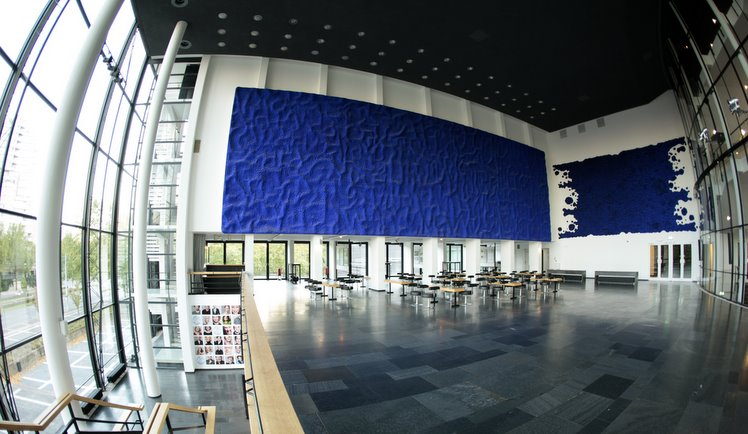
Yves Kleins blaue Schwammreliefs im Musiktheater im Revier Gelsenkirchen

Das Werk entstand als Auftragskomposition der Stadt-Sparkasse Gelsenkirchen zu deren hundertjährigem Bestehen. Der Titel des Stückes ist dem Griechischen entnommen und kann mit Lichteinfall übersetzt werden. Zimmermann beschreibt den Zusammenhang zur Musik wie folgt:

„Bei dem Prélude bezieht sich dieser Vorgang auf die Veränderungen von Farbflächen, wie sie durch die Art und Weise des Lichteinfalls auftreten: hier im Bereiche der Klangfarben im weitesten Sinne. Anregung für die Komposition gaben die monochromen Wandflächen des Foyers im Musiktheater im Revier, Gelsenkirchen, in der Ausgestaltung von Yves Klein.“

## Besetzung
Wie bereits im Titel angedeutet, sieht die Partitur eine große, reich instrumentierte Besetzung vor. Dazu zählen bei den Holzbläsern 4 Flöten (3., 4. auch Piccoloflöte), 3 Oboen (1., 2. auch Oboe d’amore, 3. auch Englischhorn), 4 Klarinetten (2., 3. auch Bassetthorn, 4. auch Bassklarinette) sowie 3 Fagotte (3. auch Kontrafagott). Bei den Blechbläsern sind 5 Hörner (5. auch Tuba in B) vorgeschrieben, 4 B-Trompeten (4. auch Basstrompete in D), 4 Posaunen (4. auch Kontrabassposaune) sowie 1 Tuba. Die Perkussionssektion wird von zwei Spielern bedient und umfasst 3 Triangeln verschiedener Größe, Crotales in as4, Becken (allein sowie als Paarbecken), Tamtam, 3 Tomtoms, Rührtrommel, kleine Trommel, große Trommel, 2 Gongs, Maracas sowie ein Glockenspiel. Der Streicherapparat besteht aus 12 ersten und 10 zweiten Violinen, 7 Bratschen, 6 Celli und 5 Kontrabässen. Zu den übrigen Instrumenten gehören Harfe, Klavier (auch Celesta) sowie eine Orgel mit möglichst großem Werk.

## Musik
Das Werk besitzt einen dreiteiligen Aufbau. Die Komposition macht regen Gebrauch von Vierteltönen, Doppel- und Flatterzungen in den Holzbläsern, Clustern sowie Polyrhythmik. Die Aufführungsdauer beträgt etwa 13 Minuten.
Im ersten Teil werden über flirrende Streicherklangflächen die Einsätze verschiedener Instrumentgruppen gesetzt, während der Aufbau hinsichtlich Besetzung und Dynamik eine fortwährende Steigerung erfährt, bis das Klanggeschehen durch Blechbläser, Orgel und Schlagwerk dominiert wird.
Der Beginn des vierten Satzes der neunten Sinfonie von Beethoven markiert den Übergang zum zweiten Teil, der Musikzitate aus unterschiedlichen Epochen collagiert. Zu den zitierten Musikstücken zählen Skrjabins Le Poème de l’Extase, der Hymnus Veni creator spiritus, Wagners Parsifal, der langsame Satz des 1. Brandenburgischen Konzerts von Bach sowie Tschaikowskis Tanz der Zuckerfee.
Fast nahtlos gelingt der Übergang in den dritten Teil, der in seinem crescendoartigen Verlauf immer stärker anschwillt, oszilliert und allmählich das gesamte Orchester umfasst. Inmitten des Klanggeflechts treten an manchen Stellen insbesondere das Glockenspiel, die Triangeln und vereinzelte Bläserstöße hervor. Eine Coda ist ausnotiert, aber optional gesetzt. Das Stück endet abrupt in einem zuckenden, flackernden Gesamtklang.